# Cispius simoni
Cispius simoni är en spindelart som beskrevs av Roger de Lessert 1915. Cispius simoni ingår i släktet Cispius och familjen vårdnätsspindlar. Inga underarter finns listade i Catalogue of Life.